# Cynanchum cucullatum
Cynanchum cucullatum är en oleanderväxtart som beskrevs av Nicholas Edward Brown. Cynanchum cucullatum ingår i släktet Cynanchum och familjen oleanderväxter. Inga underarter finns listade i Catalogue of Life.